# 1 Dywizja Strzelecka Tudor Vladimirescu

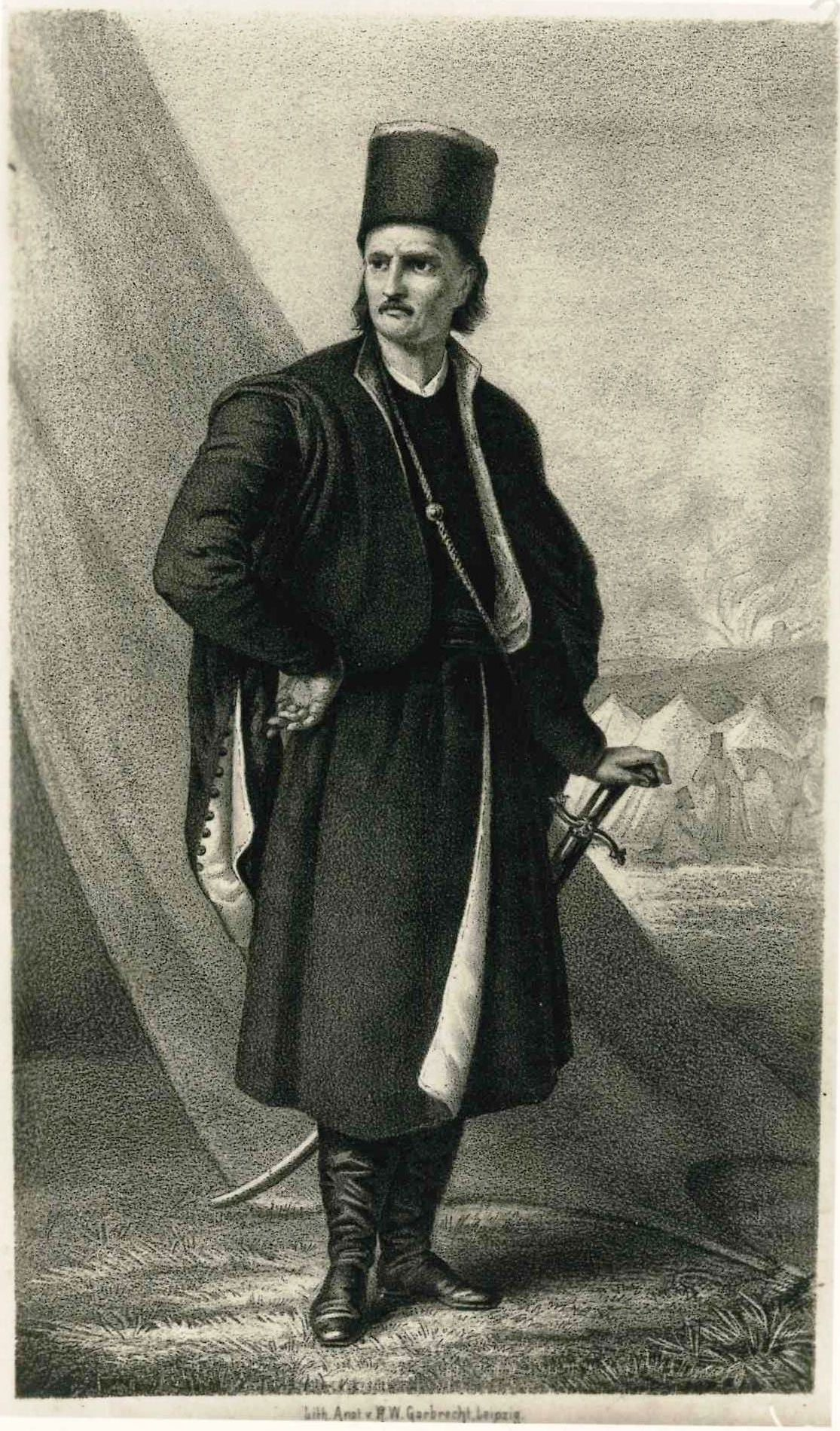
Tudor Vladimirescu (1780–1821), patron dywizji

1 Dywizja Strzelecka „Tudor Vladimirescu” – rumuński ochotniczy związek taktyczny walczący u boku Armii Czerwonej na froncie wschodnim.
Formowanie dywizji rozpoczęło się jesienią 1943 r. w obozie Sieleckij spośród rumuńskich żołnierzy znajdujących się w sowieckich obozach jenieckich oraz rumuńskich komunistów. Zajmował się tym płk Nicolae Cambrea, b. szef sztabu rumuńskiej 5 Dywizji Piechoty, wzięty do niewoli 22 listopada 1942 r., który został dowódcą Dywizji. Formacja składała się z trzech pułków strzeleckich Panduri, pułku artylerii i służb. Uzbrojenie, wyposażenie i umundurowanie było radzieckie, ale insygnia na mundurach były rumuńskie. Przydomek Dywizji został nadany na cześć Tudora Vladimirescu, rumuńskiego bohatera narodowego, służącego w armii rosyjskiej podczas wojny z Turkami w latach 1806–1812. Dużym problemem był prawie całkowity brak oficerów, dlatego w lutym 1944 r. część podoficerów przeszła szybki kurs oficerski. Jako oficerowie polityczni służyli Rumuni-komuniści, którzy przed wojną znaleźli się w ZSRR. Ze względu na zbliżanie się Armii Czerwonej do granic rumuńskich przyśpieszono szkolenie Rumunów. 30 marca złożyli oni przysięgę wojskową i następnego dnia zostali przetransportowani koleją na front.
Przydzielono ich do 2 Frontu Ukraińskiego marszałka Rodiona Malinowskiego. 23 lipca pierwsze pododdziały wyładowały się w Wapniarce. Początkowo Rumuni byli trzymani w rezerwie, a oficerowie polityczni prowadzili działalność propagandową na zajętych obszarach Rumunii. Po rozpoczęciu 21 sierpnia przez Armię Czerwoną ofensywy na Jassy-Kiszyniów Dywizja otrzymała rozkaz uderzenia na Jassy. Jednakże ogłoszenie przez Rumunię zawieszenia broni zapobiegło bratobójczej walce. 31 sierpnia pierwsze pododdziały z Dywizji wkroczyły pośpiesznie do Bukaresztu, ale wkrótce wysłano ją na front w Transylwanii. Rumuni walczyli w rejonie miejscowości Sfântu Gheorghe, Oradea, Debreczyn, w górach Mátra i Javorina oraz nad rzeką Hron w składzie sowieckiej 27 Armii. Za swoją odwagę, szczególnie podczas walk o Debreczyn, gdzie Dywizja poniosła bardzo duże straty, otrzymali od dowództwa sowieckiego honorowy przydomek „Debreczyńskiej”. W marcu 1945 r. Dywizja została odesłana do Rumunii, gdzie nowy komunistyczny rząd potrzebował oddziałów wojskowych do ochrony. Wielu z żołnierzy Dywizji powróciło na front jako członkowie służby Edukacja-Kultura-Propaganda, czyli faktycznie jako oficerowie polityczni.
22 sierpnia 1945 r. 1 Dywizja Strzelecka „Tudor Vladimirescu” wraz z inną ochotniczą Dywizją „Horia, Cloșca și Crișan” zostały włączone w skład nowej armii rumuńskiej.